# Паметник на предаността
Паметникът на „Преданността“ (на руски: Памятник преданности) е паметник в град Толиати, изобразяващ куче, което търпеливо чака своите стопани. Кучето е наричано „Руският Хачико“.

## История на кучето
През лятото на 1995 г. в квартал Автозаводски, от страната на южната магистрала, една от най-оживените улици в Толиати, се появява куче, немска овчарка. То постоянно се намира близо до едно и също място, където всеки ден го виждат хиляди жители на града. Жителите на съседните къщи го хранят, периодично се опитват да го опитомят, построяват му колибка, но той неизменно се озовава отстрани на пътя, наблюдавайки преминаващите коли. Дори името му не е известно. Затова хората започнали да го наричат „Верен“ или „Константин“ (преведено от латински като „постоянен“).
Това продължава седем години. Кучето е неизменно на обичайното си място, независимо от времето и сезона на годината. Кучето умира през 2002 г. 

## Легенда
Най-разпространената версия, следвана от повечето жители на града, гласи, че кучето е единственото оцеляло след автомобилна катастрофа.
По-романтична е версията, че собствениците на кучето са младоженци, които се връщат от медения си месец. Младата съпруга е починала преди пристигането на лекарите. Няколко часа по-късно мъжът също умира в реанимацията. А кучето остава да го чака на мястото, където за последно го видяло жив. То чака собственика да дойде. Кучето пази последното убежище на господаря си. И всеки ден той се втурва към колите от марката „Самара“ (ВАЗ-2109),  вероятно с мисълта, че собственика му се е върнал. Автентичността на легендата не може да бъде установена. Има и не толкова възвишени и романтични версии за причините за поведението на кучето.

## Паметник
Идеята за такава скулптура е предложена от Ксения Налотова, ученичка от 8-и клас в гимназия № 39 на Комсомолски район, още през 2000 г., когато Музеят за историческо и културно наследство на Толиати обявява конкурс за нови паметници в града. Ксения предлага модел на паметник на кучето. Участничката в този конкурс нарича паметника си „Паметник на вярността“: „На пиедестала има изобразено куче, а около кучето има лента, символизираща пътя. В края на лентата има звезда – Душата на собственика. Погледът на кучето е обърнат към звездата. Снимка на този модел е публикувана във вестник „Площад на свободата“.
След смъртта на кучето край пътя е поставена табела с надпис: „На кучето, което ни научи на любов и преданост“. Плакатът е събарян от вятъра и е нападан от вандали. Обществеността на Толиати поема инициативата да издигне истински паметник на Верни. Паметникът е създаден със средства, събрани от жителите на града. Проектът на уляновския скулптор Олег Клюев печели конкурса. Скулпторът е построил паметника по такъв начин, че на шофьорите, минаващи по пътя, да изглежда, че кучето обръща глава след движещите се коли, сякаш все още се надява да види мъртвите си собственици.
Паметникът е открит на 1 юни 2003 г. на кръстовището на Южното шосе и улица „Лев Яшин“.
Бронзовата скулптура става първият неполитически паметник в Толиати. Днес това е задължително място за посещаване от младоженци.